# SS Nieuw Amsterdam
La SS Nieuw Amsterdam era un transatlantico Paesi Bassi della società di navigazione Holland America Line (NASM). Fu costruito nel 1938 e demolito nel 1974.
Una volta entrata in servizio, la Nieuw Amsterdam era la nave più grande e più veloce della flotta della NASM, la più grande nave dell'intera flotta mercantile olandese e la più grande nave mai costruita nei Paesi Bassi. Succedette alla Statendam come nave ammiraglia della NASM. Era considerata la “nave di Stato” dei Paesi Bassi.
La sua carriera in tempo di pace, sia prima che dopo la seconda guerra mondiale, fu stagionale. Effettuava traversate transatlantiche tra Rotterdam e Hoboken, New Jersey, da aprile a dicembre circa, e crociere da dicembre ad aprile circa. La nave partiva dal terminal NASM di Hoboken, soprattutto verso i Caraibi. Per due volte fece il giro del Sud America: la prima volta all'inizio del 1939 e la seconda all'inizio del 1950.
Dal 1940 al 1946 la Nieuw Amsterdam fu una nave da guerra alleata. Prestò servizio soprattutto nell'Oceano Indiano, ma anche nell'Atlantico e occasionalmente nel Pacifico.
Nel 1967 iniziò a navigare da Port Everglades, in Florida. Nel 1971 cessò i servizi transatlantici di linea e fu impiegata esclusivamente per le crociere. Fu ritirata alla fine del 1973 e demolita a Taiwan nel 1974.

## Caratteristiche
Inizialmente la NASM aveva previsto di chiamare la nave Prinsendam, un nome che la compagnia non aveva mai usato prima. Tuttavia, durante la costruzione, la NASM lo cambiò in Nieuw Amsterdam. La precedente Nieuw Amsterdam era stata varata nel 1905 e demolita nel 1932. Era stata la nave ammiraglia della compagnia fino al completamento della Rotterdam nel 1908.
La nave fu costruita nei cantieri Rotterdamsche Droogdok Maatschappij di Rotterdam per 20 milioni di fiorini, come cantiere numero 200. Fu impostata il 3 gennaio 1936, varata dalla regina Guglielmina il 10 aprile 1937 e completata il 23 aprile 1938.
La lunghezza della Nieuw Amsterdam era di 231 m e di 217,5 m registrati. Il baglio era di 26,9 m e la profondità di 15,2 m. Era la nave più grande mai ordinata dalla NASM. Tutte le sue dimensioni erano maggiori di quelle della Justicia, che la NASM aveva commissionato prima della prima guerra mondiale con il nome di Statendam, ma che il Regno Unito aveva requisito come nave da guerra e poi perso a causa di un'azione nemica.
La Koninklijke Maatschappij De Schelde costruì le sei caldaie Schelde-Yarrow a tubi d'acqua della Nieuw Amsterdam e le otto turbine a vapore. Le caldaie avevano una superficie di riscaldamento complessiva di 4.700 m² e fornivano vapore a 625 psi. Le turbine erano a quattro coppie: alta pressione, bassa pressione e due stadi di pressione intermedia. Aveva due viti gemelle, ciascuna azionata da quattro turbine tramite un singolo riduttore. Aveva due fumaioli.
La potenza combinata delle otto turbine era stimata in 8.116 NHP o 34.620 ihp. Durante le prove in mare del marzo 1938 raggiunse i 21,5 nodi. La sua velocità di servizio era di 20 nodi.
La Nieuw Amsterdam poteva ospitare 1.220 passeggeri: 556 in prima classe, 455 in seconda e 209 in terza. Le sue stive avevano una capacità di 7.700 m³ di grano o 7.200 m³ di carico in balle. 499,3 m³ delle sue stive erano refrigerate.
Appena varata la Nieuw Amsterdam contava un sistema antincendio migliore di qualsiasi altra nave in navigazione. Aveva anche la più grande percentuale di cabine con bagno privato e il più grande impianto di aria condizionata di qualsiasi altra nave. Fu il primo transatlantico ad avere un teatro con aria condizionata.